# Fighter Pilot
Fighter Pilot é uma série de documentários de televisão da BBC que foi transmitida no Reino Unido na BBC One, de 9 de setembro a 28 de outubro de 1981. Tratava-se da formação de pilotos de aviões rápidos na Real Força e seguiu o progresso de seis candidatos ao longo do programa de três anos. A BBC e a RAF concordaram em trabalhar juntos em um documentário em 1978, quando havia um baixo nível de recrutamento e uma escassez de pilotos no serviço. No momento, custou £ 1 milhão para treinar um piloto (£ 4 milhões em 2011). O processo de treinamento, desde a seleção até o serviço operacional, tem alta taxa de abandono e apenas um dos seis candidatos originais passou a pilotar jatos rápidos.
Três dos candidatos eram aviadores que já serviam na RAF, enquanto os outros eram de origem civil (enfermeiro qualificado, zoólogo e leiteiro/trabalhador agrícola). A série foi produzida por Colin Strong, que acompanhou de perto os candidatos por três anos e meio. Para ganhar uma introspecção detalhada no processo, empreendeu o curso de treinamento de vôo básico de RAF ele mesmo e voou solo em um Provost de Jato.

## Episódios
| Episódio | Título                | Exibição original   |
| --- | --------------------- | ------------------- |
| 1 | "Sonhos"              | 9 setembro de 1981  |
| A série começa em maio de 1978, quando trinta e um candidatos chegam ao presidente da Tripulação Aéreo Centro de Seleção na RAF Biggin Hill. Seis dos candidatos são oferecidos ao treinamento de piloto. |                       |                     |
| 2 | "Oficiais e Senhores" | 16 setembro de 1981 |
| Em setembro de 1978, os candidatos chegam na Unidade de RAF Oficial, Cadet Training, na RAF Henlow para o seu curso de formação oficial de 18 semanas.                                                    |                       |                     |
| 3 | "Graduação"           | 23 setembro de 1981 |
| Cinco dos candidatos formam-se na Unidade de Treinamento de Oficiais Cadete. |                       |                     |
| 4 | "Going Solo"          | 30 setembro de 1981 |
| Em março de 1979, os cinco cadetes movem-se para o treinamento de vôo da Escola Básica (BFTS) a RAF em Linton-on-Ouse, onde eles aprendem fazer o Jet Provost.                                            |                       |                     |
| 5 | "Picado"              | 7 outubro de 1981   |
| Todos os cinco candidatos fazem seus primeiros vôos solo. |                       |                     |
| 6 | "Medo de falhar"      | 14 outubro de 1981  |
| Os candidatos progridem através do curso básico de treinamento de vôo. |                       |                     |
| 7 | "Asas"                | 21 outubro de 1981  |
| Em março de 1980, os restantes candidatos se deslocam para a escola de vôo avançada pelo vale do RAF durante 21 semanas de treinamento de vôo avançado no T.1 Falcão.                                     |                       |                     |
| 8 | "Esporte dos Reis"    | 28 outubro de 1981  |
| Em outubro de 1980, os restantes candidatos se movem de Armas Unidade Táctica (TWU) a RAF Brawdy, para aprender a arte da guerra aérea sobre o Hawk.                                                      |                       |                     |

## Livro
Um livro da série de televisão foi produzido por Colin Strong e co-escrito com o autor, Duff Hart-Davis.